# Cremnops xanthostigma
Cremnops xanthostigma är en stekelart som beskrevs av Szepligeti 1900. Cremnops xanthostigma ingår i släktet Cremnops och familjen bracksteklar. Inga underarter finns listade i Catalogue of Life.